# Oie d'Alsace
L'oie d'Alsace est une race d'oie issue de croisements à la fin du XIXe siècle, à l'époque de l'Empire allemand. L'élevage était pratiqué à l'origine pour satisfaire la demande en foie gras alsacien.

## Description
Un spécimen adulte pèse entre 4 et 4,5 kg. Un œuf d'oie d'Alsace pèse environ 120 g. Cette race possède un plumage gris ou blanc et un bec orange.
Cette oie est originaire d'Alsace. L’élevage d'oie dans cette région se pratique depuis l'époque romaine. Cette race spécifique est élevée dans le but d'avoir le meilleur foie possible après gavage.
Du fait de l'élevage d'autres races d'oies et de l'importation de matière première pour le foie gras, la population d'oie d'Alsace a décru.

## Standard
- Poids : 4 à 4,5 kg pour le mâle et la femelle.
- Œuf : 120 g, couleur blanche
- Diamètre des bagues : 22 mm pour les deux sexes
- Variétés : grise, blanche et bicolore

## Galerie de photos

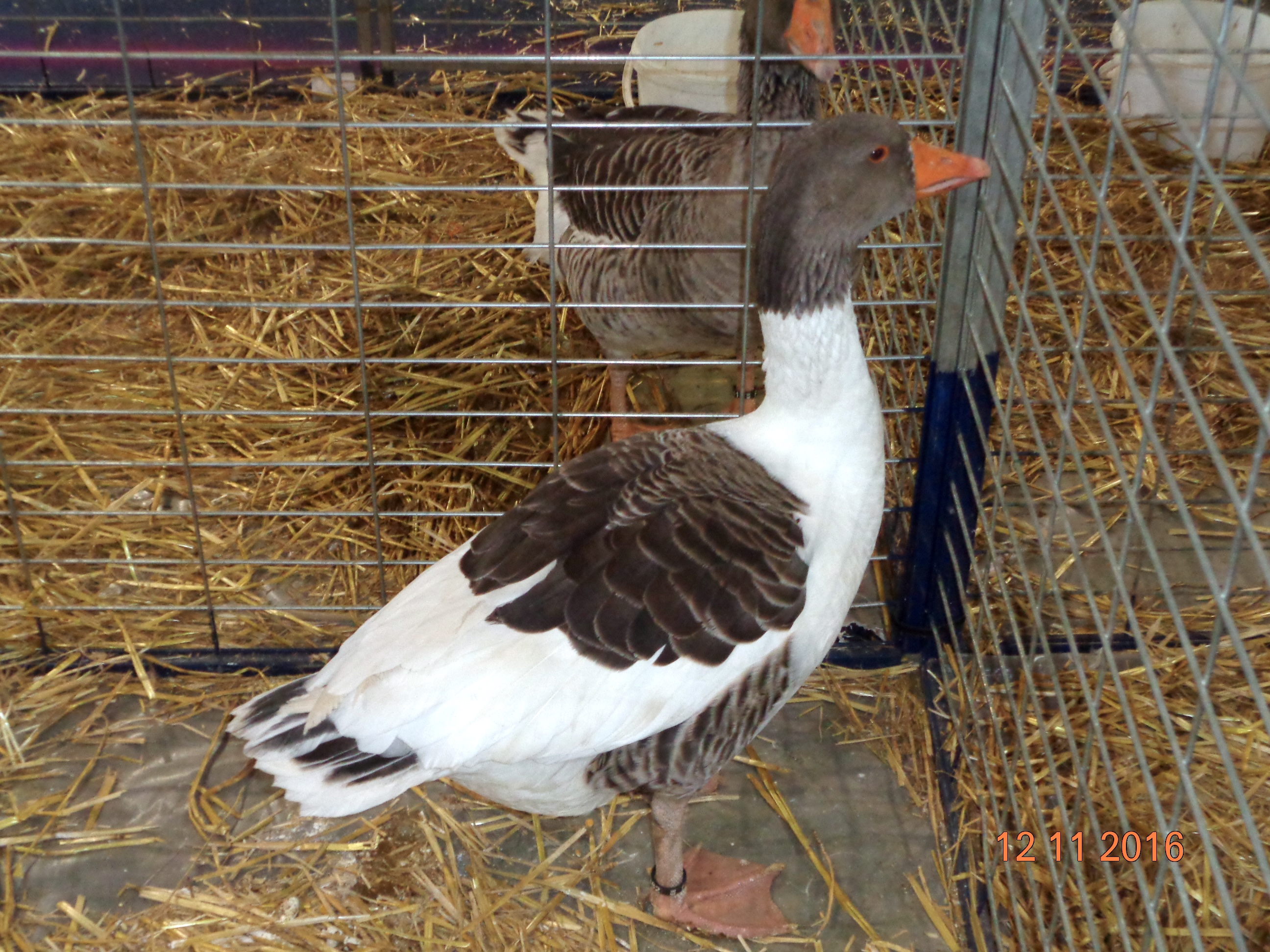
Oie d'Alsace bicolore
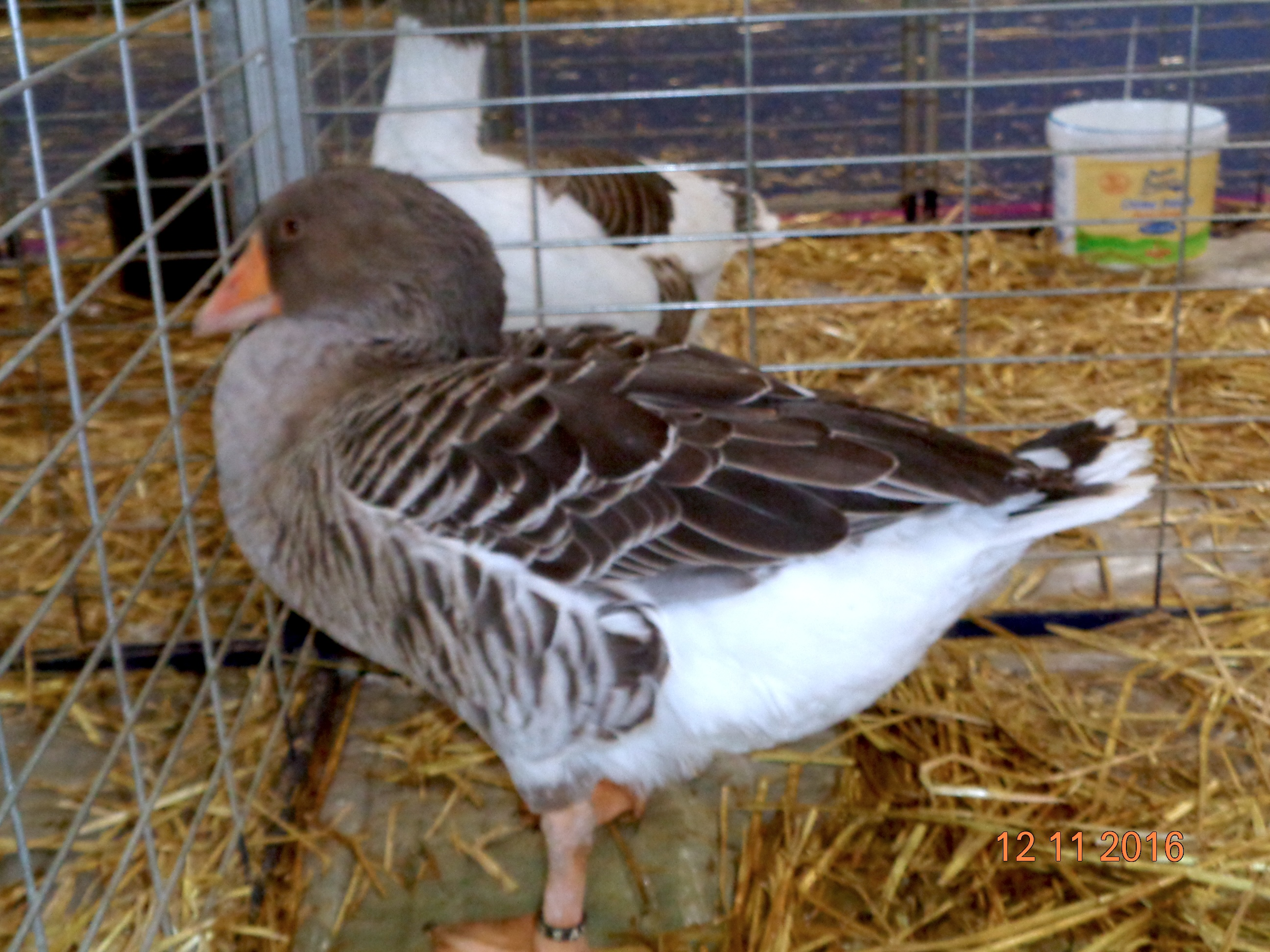
Oie d'Alsace grise